# أدونيس ستيفنسون
أدونيس ستيفنسون (بالإنجليزية: Adonis Stevenson) مواليد 22 سبتمبر 1977 في بورت أو برانس، هو ملاكم كندي يصنف ضمن فئة وزن خفيف الثقيل.

## إحصائيات
خاض خلال مسيرته 28 نزالا، فاز في 27 وخسر في 1. فاز بالضربة القاضية في 22 نزالا.

## الميداليات
| الميدالية | المسابقة                  |
| --------- | ------------------------- |
| فضية      | دورة ألعاب الكومنولث 2006 |

## روابط خارجية
- أدونيس ستيفنسون على موقع بوكس ريك (الإنجليزية) (registration required)
- أدونيس ستيفنسون على موقع اتحاد ألعاب الكومنولث (مؤرشف) (الإنجليزية)
- أدونيس ستيفنسون على موقع دورة ألعاب الكومنولث 2006 (مؤرشف) (الإنجليزية)